# Gare de Ranchot
La gare de Ranchot est une gare ferroviaire française de la ligne de Dole-Ville à Belfort. Elle est située sur le territoire de la commune de Ranchot dans le département du Jura, en région Bourgogne-Franche-Comté.
C'est une halte de la Société nationale des chemins de fer français (SNCF)

## Situation ferroviaire
Établie à 241 mètres d'altitude, la gare de Ranchot est située au point kilométrique (PK) 380,698 de la ligne de Dole-Ville à Belfort, entre les gares ouvertes d'Orchamps et de Saint-Vit.

## Fréquentation
De 2015 à 2023, selon les estimations de la SNCF, la fréquentation annuelle de la gare s'élève aux nombres indiqués dans le tableau ci-dessous.
| Année     | 2015   | 2016   | 2017   | 2018   | 2019   | 2020   | 2021   | 2022   | 2023   |
| --------- | ------ | ------ | ------ | ------ | ------ | ------ | ------ | ------ | ------ |
| Voyageurs | 64 787 | 67 180 | 64 734 | 54 018 | 52 998 | 61 972 | 60 692 | 53 452 | 45 792 |

## Service des voyageurs

### Desserte
Ligne Besançon - Dijon